# Izet Hajrović
Izet Hajrović, né le 4 août 1991 à Brugg, est un footballeur international suisse et bosnien qui évolue au poste d'ailier droit à l'Aris Salonique.
Avec sa sélection, il participe à la Coupe du monde de 2014.
Son frère cadet Sead est également footballeur.

## Biographie
Né à Brugg en Suisse mais originaire de Bosnie-Herzégovine, Izet Hajrovic commence le football à l'âge de 9 ans au Grasshopper de Zurich avec son frère Sead Hajrovic. Izet est connu pour ses frappes puissantes et ses passes de qualité.

### Grasshopper Zurich
Izet est convoqué pour la première fois en équipe première du club zurichois par Ciriaco Sforza pendant la saison 2009-2010. Bien que son entraîneur l’apprécie, il n'arrivera pas à briller pour sa première saison en professionnel. La saison suivante, le Bosnien fait de bons débuts et entre en jeu contre le Steaua Bucarest en Ligue Europa. Soutenu par son entraîneur, il dispute 25 matchs pendant la saison 2010-2011. Souvent blessé la saison suivante, il joue peu et peine à s'imposer, mais il revient en force pendant la saison 2012-2013 avec le nouvel entraineur Uli Forte. Il termine la saison avec 10 buts en 37 matchs et remporte la Coupe de Suisse avec son club.
Suivi par des clubs comme l'Atlético de Madrid ou encore le Valence CF avant la saison 2013-2014, une offre de trois millions d'euros en provenance de SSC Naples est repoussé par ses dirigeants qui en demandaient davantage. Il restera finalement au club, apprécié par le nouvel entraîneur Michael Skibbe. Il prend part à 15 matchs, marque 6 buts et offre 4 passes décisives avant de quitter la Suisse pour championnat turc et Galatasaray.

### Galatasaray SK

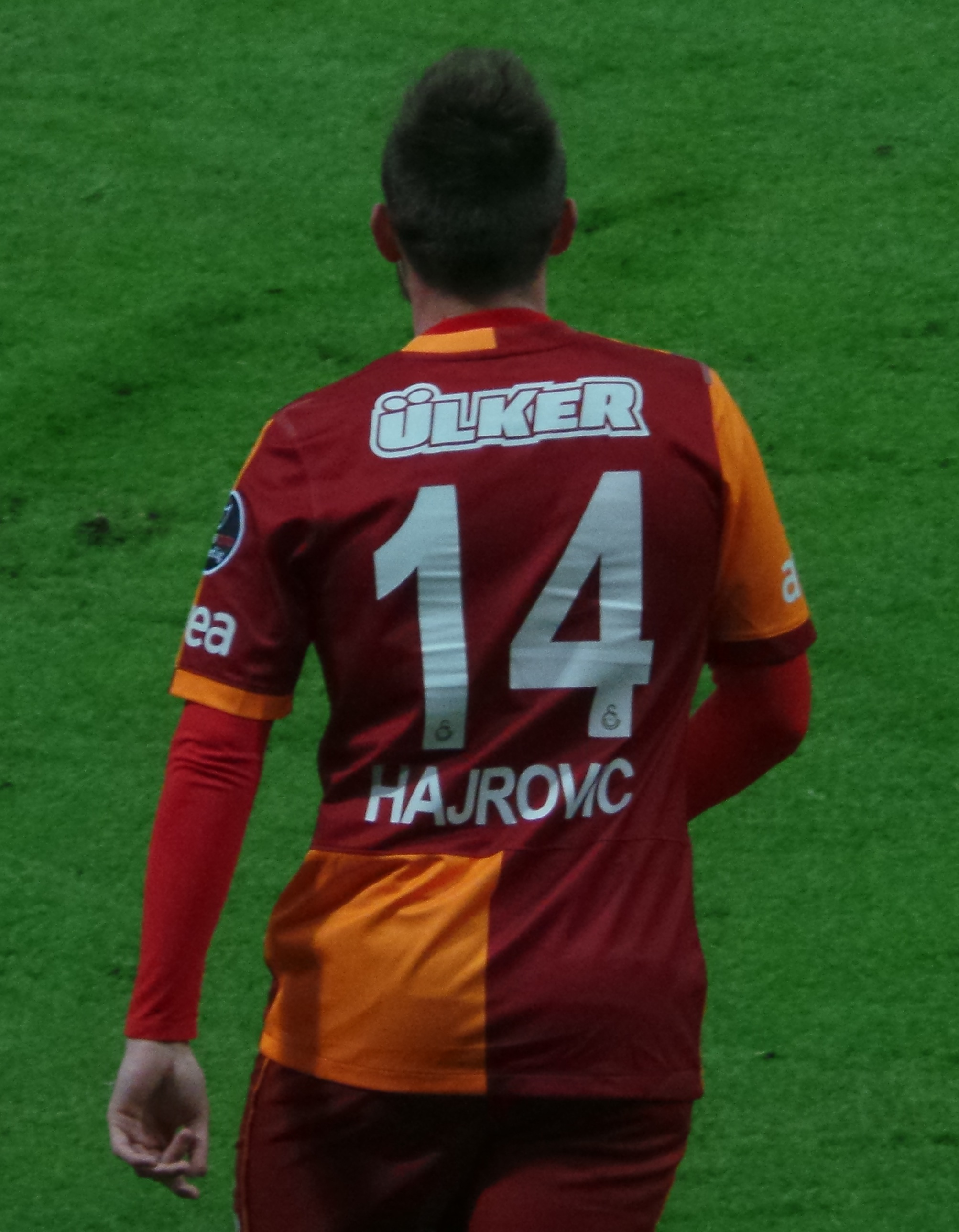
Hajrović sous le maillot du Galatasaray.

Le 8 janvier 2014, il est transféré au club turc Galatasaray SK, pour la somme de 3.5 millions d'euros. Le 10 janvier 2014, il joue son premier match avec le Galatasaray contre l'Ajax Amsterdam en amical. Izet Hajrovic joue son premier match officiel sous les couleurs du club turc le 2 février 2014, il entre en jeu à la 60e minutes. Le 5 février 2014, pour son deuxième match officiel, il inscrit un but et délivre une passe décisive en Coupe de Turquie contre Tokatspor (0-3). En juin 2014, il porte plainte contre le Galatasaray, qui ne lui a pas payé 300.000€ de son salaire. Libre, il s'engage avec le Werder Bremen pour quatre ans.

### Sélection nationale
Bien qu'il ait prétendu en novembre 2012 vouloir jouer pour l'équipe nationale helvétique, Izet Hajrović a choisi en 2013 de représenter la Bosnie-Herzégovine. Le 6 septembre 2013, il joue son premier match international contre la Slovaquie où il y marque son premier but qui comptera énormément pour la qualification de la Coupe du monde 2014.

## Statistiques
| Saison                | Club                  | Championnat           | Championnat | Championnat | Coupe(s) nationale(s) | Coupe(s) nationale(s) | Compétition(s) continentale(s) | Compétition(s) continentale(s) | Compétition(s) continentale(s) | Sélection                     | Sélection | Sélection | Total | Total |
| Saison                | Club                  | Division              | M.          | B.          | M.                    | B.                    | Comp.                          | M.                             | B.                             | Équipe                        | M.        | B.        | M.    | B.    |
| 2009-2010             | Grasshopper Zurich    | Super League          | 1           | 0           | -                     | -                     | -                              | -                              | -                              | -                             | -         | -         | 1     | 0     |
| 2010-2011             | Grasshopper Zurich    | Super League          | 21          | 5           | 3                     | 2                     | C3                             | 1                              | 0                              | Suisse -20 ans                | 2         | 0         | 27    | 7     |
| 2011-2012             | Grasshopper Zurich    | Super League          | 21          | 1           | 3                     | 4                     | -                              | -                              | -                              | Suisse -20 ans Suisse -21 ans | 2 1       | 0         | 27    | 5     |
| 2012-2013             | Grasshopper Zurich    | Super League          | 33          | 8           | 4                     | 2                     | -                              | -                              | -                              | Suisse -21 ans Suisse         | 3 1       | 0         | 41    | 10    |
| 2013-2014             | Grasshopper Zurich    | Super League          | 15          | 6           | 3                     | 0                     | C1 C3                          | 2                              | 0                              | Bosnie-Herzégovine            | 4         | 1         | 26    | 7     |
| Sous-total            | Sous-total            | Sous-total            | 91          | 20          | 13                    | 8                     | -                              | 2                              | 0                              | -                             | 13        | 1         | 119   | 29    |
| 2013-2014             | Galatasaray SK        | Süper Lig             | 8           | 0           | 2                     | 1                     | C3                             | 2                              | 0                              | Bosnie-Herzégovine            | 5         | 1         | 17    | 2     |
| Sous-total            | Sous-total            | Sous-total            | 8           | 0           | 2                     | 1                     | -                              | 2                              | 0                              | -                             | 5         | 1         | 17    | 2     |
| 2014-2015             | Werder Brême          | Bundesliga            | 19          | 1           | 3                     | 1                     | -                              | -                              | -                              | Bosnie-Herzégovine            | 6         | 1         | 28    | 3     |
| 2015-2016             | SD Eibar (prêt)       | Liga                  | 7           | 0           | 2                     | 1                     | -                              | -                              | -                              | Bosnie-Herzégovine            | 5         | 0         | 14    | 1     |
| 2016-2017             | Werder Brême          | Bundesliga            | 10          | 1           | -                     | -                     | -                              | -                              | -                              | Bosnie-Herzégovine            | 2         | 0         | 12    | 1     |
| 2017-2018             | Werder Brême          | Bundesliga            | 9           | 0           | -                     | -                     | -                              | -                              | -                              | Bosnie-Herzégovine            | 2         | 2         | 11    | 2     |
| Sous-total            | Sous-total            | Sous-total            | 45          | 2           | 5                     | 2                     | -                              | -                              | -                              | -                             | 15        | 3         | 65    | 7     |
| 2017-2018             | Dinamo Zagreb         | Prva liga             | 15          | 0           | 2                     | 1                     | -                              | -                              | -                              | -                             | -         | -         | 17    | 1     |
| 2018-2019             | Dinamo Zagreb         | Prva liga             | 12          | 3           | 3                     | 0                     | C1 C3                          | 6 7                            | 3                              | -                             | -         | -         | 28    | 9     |
| Sous-total            | Sous-total            | Sous-total            | 27          | 3           | 5                     | 1                     | -                              | 13                             | 6                              | -                             | -         | -         | 45    | 10    |
| Total sur la carrière | Total sur la carrière | Total sur la carrière | 171         | 25          | 25                    | 12                    | -                              | 17                             | 6                              | -                             | 33        | 5         | 246   | 48    |

## Palmarès
- Vainqueur de la Coupe de Suisse en 2013.
- Vainqueur de la Coupe de Croatie en 2018.